# Нікі Вівер
Нікі Вівер (англ. Nicky Weaver, нар. 2 березня 1979, Шеффілд) — англійський футболіст, що грав на позиції воротаря. По завершенні ігрової кар'єри — тренер. З 2020 року входить до тренерського штабу клубу «Шеффілд Венсдей».
Виступав, зокрема, за «Манчестер Сіті» та «Шеффілд Венсдей», а також молодіжну збірну Англії.

## Клубна кар'єра
У дорослому футболі дебютував 1995 року виступами за команду «Менсфілд Таун», в якій провів один матч у Третьому дивізіоні, а 1997 року був куплений «Манчестер Сіті» за рекомендацією тренера воротарів манчестерців Алекса Степні. Вівер дебютував за «Манчестер Сіті» у першому матчі сезону 1998/99 проти «Блекпула», зберігши ворота в недоторканності. Протягом сезону Вівер зіграв, загалом, 26 сухих матчів, побивши клубний рекорд того сезону і став героєм «небесно-блакитних» у фінальному матчі плей-оф Другого дивізіону 1999 року проти «Джиллінгема» (2:2), допомігши команді виграти в серії пенальті і вийти до Першого дивізіону.
Вівер залишився першим голкіпером і у наступному сезоні 1999/00, де «міщани» забезпечили собі друге поспіль підвищення, посівши друге місце у Першому дивізіоні. Завдяки цьому Вівер дебютував у Прем'єр-лізі в сезоні 2000/01, але клуб одразу залишив найвищий дивізіон. У сезоні 2001/02 він зіграв 25 ігор, а клуб знову повернувся до Прем'єр-ліги. Втім травми Вівера призвели до того, що головний тренер манчестерців Кевін Кіган підписав ветерана та легенду іншого манчестерського клубу, Петера Шмейхеля перед сезоном 2002/03, а Вівер став другим голкіпером і не зіграв жодної гри. По завершенні того сезону данський воротар завершив кар'єру, але Вівер залишився запасним гравцем, спочатку залишаючись за спиною іншого ветерана Девіда Сімена, а потім Девіда Джеймса. Через це у 2005–2006 роках грав у оренді за «Шеффілд Венсдей» у Чемпіоншипі.
Перед сезоном 2006/07 «Манчестер Сіті» продав Джеймса «Портсмуту» і йому на заміну придбав Андреаса Ісакссона. Однак травма шведського новачка призвела до того, що Вівер зіграв першу гру сезону 20 серпня 2006 року, вийшовши вперше у старті за манчестерський клуб у чемпіонаті за майже три роки, а хороша форма Вівера призвела до того, що він вийшов у старті у всіх іграх «Манчестер Сіті», крім однієї, до кінця 2006 року, але згодом таки програв конкуренцію шведу і влітку 2007 року покинув команду.
4 липня 2007 року Вівер у статусі вільного агента підписав контракт з «Чарльтон Атлетиком» з Чемпіоншипу, де одразу став основним воротарем. 5 квітня 2008 року Вівер був вилучений на третій хвилині в матчі проти «Плімут Аргайл», встановивши таким чином рекорд найшвидшого вилучення гравця «Чарльтона» в історії, який 2018 року побив Набі Сарр, вилучившись на 39 секунді. 
5 серпня 2009 року Вівер підписав короткостроковий контракт з шотландським «Данді Юнайтед» і грав у кожному матчі чемпіонату до закінчення його контракту в січні 2010 року.
27 січня 2010 року Вівер підписав шестимісячний контракт з «Бернлі» із Прем'єр-ліги. Однак 11 травня 2010 року він покинув команду, не з'явившись жодного разу на полі. Після цього воротар підписав контракт із «Шеффілд Венсдей», де вже грав раніше. Нікі швидко став одним із лідерів команди, отримуючи звання найкращого гравця місяця у клубі за вересень та жовтень, завдяки чому 14 лютого 2011 року він підписав нову угоду на два з половиною роки з клубом. Втім після того як «Венсдей» у 2012 році підписав воротаря Кріса Кіркленда, Вівер став запасним воротарем і не провів більше жодної гри за клуб і незабаром покинув команду.
Завершив ігрову кар'єру у шотландській команді «Абердин», за яку виступав протягом сезону 2013/14 років. Там Вівер був дублером Джеймі Ленгфілда, тому зіграв лише 2 гри чемпіонату, коли основний воротар був дискваліфікований, а також став володарем Кубка шотландської ліги, втім у тому турнірі на полі не з'являвся.

## Виступи за збірні
1996 року дебютував у складі юнацької збірної Англії (U-18), загалом на юнацькому рівні взяв участь у 3 іграх.
Протягом 1999—2000 років залучався до складу молодіжної збірної Англії, з якою був учасником молодіжного чемпіонату Європи 2000 року у Словаччині, але англійці не вийшли з групи. Всього на молодіжному рівні зіграв у 10 офіційних матчах.

## Кар'єра тренера
Розпочав тренерську кар'єру відразу ж по завершенні кар'єри гравця, 2014 року, ставши тренером воротарів у академії «Шеффілд Венсдей», де пропрацював з 2014 по 2018 рік, після цього у липні замінив Енді Роудса на посаді тренера воротарів першої команди. 14 серпня 2020 року було підтверджено, що в рамках реструктуризації тренерського штабу Вівер стане керівником відділу воротарів Академії клубу.

## Титули і досягнення
- Володар Кубка шотландської ліги (1):

«Абердин»: 2013/14